# Franck Kangundu
Franck Kangundu alias Ngyke (* 1953; † 3. November 2005 in Kinshasa, Demokratische Republik Kongo) war ein kongolesischer Journalist. Kangundu war ein Veteran des politischen Journalismus und arbeitete für die renommierte, unabhängige Zeitung Le Référence Plus.
Er und seine Frau Hélène Mpaka (41) wurden vor ihrem Haus in der Hauptstadt Kinshasa erschossen.